# Mrowisko
A Mrowisko (jelentése: Hangyaboly) a lengyel Klan együttes 1971-ben megjelent nagylemeze, melyet a Muza adott ki, kinyitható borítóval. Katalógusszámai: XL 0756 (mono), SXL 0756 (stereo). 1987-ben újból kiadták hanglemezen, a 2000-es években CD-n is megjelent.

## Az album dalai

### A oldal
1. Sen 3:17
2. Kuszenie 3:29
3. Nerwy miast 3:31
4. Senne wędrówki 3:52
5. Taniec wariatki 2:02
6. Taniec czterech 1:37
7. Na przekór 2:16

### B oldal
1. Nasze myśli 5:10
2. Mrowisko 4:15
3. Pejzaż z pustych ram 4:31
4. Taniec głodnego 2:24
5. Epidemia euforii 3:46
6. Sen 1:49

## Közreműködők
- Marek Ałaszewski – ének, gitár, borítóterv
- Roman Pawelski – basszusgitár
- Maciej Głuszkiewicz – billentyűs hangszerek
- Andrzej Poniatowski – ütős hangszerek